# Arjeplog (obec)
Obec Arjeplog (švédsky Arjeplogs kommun) je samosprávné území v kraji Norrbotten a historické provincii Laponsko na severu Švédska. Rozlohou jde o pátou největší obec ve Švédsku. Zároveň však má nejnižší hustotu zalidnění (méně než 0,2 obyv./km2). Správním sídlem je Arjeplog.

## Sídla
Arjeplog je jediným sídlem větším než 200 obyvatel (tätort). Žije v něm 1701 obyvatel, tj. přibližně 65 % všech obyvatel obce. 35 % obyvatel žije na venkově.